# SNECMA Turbomeca Larzac
SNECMA Turbomeca Larzac je dvouproudový motor vyráběný konsorciem GRTS (Groupement Turbomeca-SNECMA) složeným z francouzských společností SNECMA a Turbomeca. Své hlavní uplatnění nalezl na typu Dassault/Dornier Alpha Jet.

## Varianty
- Larzac 04-C6
- Larzac 04-C20
- Larzac 04-H-20

## Užití na letadlech
- Alpha Jet
- HAL HJT-36
- MiG-AT

## Specifikace (Larzac 04)
Údaje podle

### Technické údaje
- Typ: dvouhřídelový dvouproudový motor
- Délka: 1 187 mm
- Průměr: 452 mm (na vstupu)
- Hmotnost suchého motoru: 295 kg

### Součásti
- Kompresor: nízkotlaký: dvoustupňový axiální; vysokotlaký: čtyřstupňový axiální
- Spalovací komora: prstencová
- Turbína: jednostupňová nízkotlaká a jednostupňová vysokotlaká

### Výkony
- Maximální tah: (04-C6) 13 kN, (04C-20) 14 kN
- Stupeň stlačení: (04-C6) 10,5:1; (04C-20) 11,1:1
- Obtokový poměr: (04-C6) 1,13, (04C-20) 1,04
- Měrná spotřeba paliva: (04-C6) 73 kg/(kN.h), (04C-20) 76 kg/(kN.h)
- Poměr tah/hmotnost: (04-C6) 0,0448 kN/kg, (04C-20) 0,048 kN/kg

### Podobné motory
- Ivčenko AI-25